# Formicoxenus
Formicoxenus là một chi kiến thuộc họ Myrmicinae. Chi có các loài sau:
- Formicoxenus chamberlini
- Formicoxenus nitidulus
- Formicoxenus provancheri
- Formicoxenus quebecensis
- Formicoxenus sibiricus